# 龐帕諾比奇 (佛羅里達州)
龐帕諾比奇（Pompano Beach, Florida）是美國佛羅里達州布勞沃德縣的一個城市，位於佛羅里達半島東部，面臨大西洋。面積57.4平方公里，2006年人口104,402人。
1908年6月6日建市。